# ویسین (خواننده)
ویسین (به انگلیسی: Wisin)با نام اصلی خوان لوئیس موررا لونا (به انگلیسی: Juan Luis Morera Luna) (زاده ۱۹ دسامبر ۱۹۷۸) خواننده پورتوریکویی است.
او همراه با یاندل عضو گروه دو نفره ویسین و یاندل است. آنها بیشتر معروفیتشان را مدیون خوانندگانی از جمله انریکه ایگلسیاس و جنیفر لوپز هستند.